# Prosopidia caeruleocephala
Prosopidia caeruleocephala är en fjärilsart som beskrevs av Rothschild 1912. Prosopidia caeruleocephala ingår i släktet Prosopidia och familjen björnspinnare. Inga underarter finns listade i Catalogue of Life.